# 一本松古墳
一本松古墳（いっぽんまつこふん）は、愛知県名古屋市昭和区にある古墳。

## 概要
所在地は名古屋工業大学のキャンパス中央付近、大学会館正面にあり、現在は直径36メートル、高さ8メートルの円墳状である。本来は5世紀後半に全長70〜80メートル・3段で築造された前方後円墳と言われている。八幡山古墳を中心とした古墳群の中の一つと考えられている。
周囲を整備した際に円筒埴輪が多数出土し、同大付属図書館と名古屋市博物館に保管されている。

## 備考
同大学の学生に伝わる伝説として、古墳に登ると留年する（単位を落とす）というものがある 。
大学生協の食堂前という好立地にある小さな丘であるが、古墳に上ったり腰かけたりする人間はいるが、昼食を取る学生はあまりいない。